# شجاعت واقعی (فیلم ۱۹۶۹)
شجاعت واقعی (انگلیسی: True Grit) یک فیلم وسترن به کارگردانی هنری هاتاوی و هال بی. والیس است که در سال ۱۹۶۹ منتشر شد. این فیلم در سال ۲۰۱۰ توسط برادران کوئن بازسازی شد .

## خلاصه داستان
متی راس، دختر جوان با اراده و مصمم که دریافته پدرش به دست یکی از زیردستان اجیر شدهٔ خود به نام تام کشته شده، عزم انتقام دارد. او روستر کاگبرن، کلانتر یک چشم و دائم‌الخمر را متقاعد می‌کند که در یافتن قاتل کمکش کند…

## بازیگران و نقش ها
- جان وین در نقش مارشال روستر کاگبرن
- گلن کمبل در نقش La Boeuf
- کیم دربی در نقش متی راس
- رابرت دووال در نقش لوکی ند پپر
- جف کوری در نقش تام چنی
- دنیس هاپر در نقش مون
- استروتر مارتین در سرهنگ جی استون هیل
- جان فیدلر در نقش وکیل دگت
- دونالد وودز
- هنک وردن
- ویلفورد بریملی
- کانی سایر

## عوامل دوبله
- ایرج دوستدار (جان وین)
- جلال مقامی (گلن کمبل)
- زهره شکوفنده (کیم داربی)
- ایرج رضایی (رابرت دووال)
- تاجی احمدی
- آذر دانشی
- پرویز ربیعی

و .....

## جوایز و نامزدی ها
- برنده اسکار بهترین بازیگر نقش اول مرد - جان وین
- نامزد اسکار بهترین ترانه - المر برنستاین